# Prênk Bib Doda
Prenk Bibë Doda, född 1858, död 1919 (mördad), var en albansk stamledare och politiker.
Prenk Bibë Doda tillbringade sin ungdomstid i Istanbul i Turkiet. Han återvände 1876 till Albanien och ärvde sin titel som stamledare i regionen Mirdita. Han uppviglade till uppror, som slogs ned av osmanerna 1877. Han arresterades 1881 och var fånge i Anatolien i 17 års tid. Efter den ungturkiska revolutionen 1908 återvände han till Albanien. Han ville bestiga den albanska kronan 1912 men förblev lojal till Wilhelm av Wied (furste av Albanien). Efter första världskriget var han Albaniens vice statsminister i Turhan Përmetis regering.